# 海岸 (東京都港区)
海岸（かいがん）は、東京都港区の町名。現行行政地名は海岸一丁目から海岸三丁目。住居表示実施済み区域である。郵便番号は一〜二丁目が105-0022（銀座局管区）、三丁目が108-0022（高輪局管区）。

## 概要
東京都港区東部の東京湾に面した沿岸に位置する。海岸一丁目は芝地区総合支所管内、海岸二・三丁目は芝浦港南地区総合支所管内に属している。
町域の大部分が「隅田川口改良工事」第1期の埋立2号地、第2期の埋立1号地、第3期の埋立1･2号地および「東京港修築工事」の埋立8号地に当たり、四方を運河や海に囲まれる。町域の北は運河を挟んで中央区浜離宮庭園に接し、北西の一部は東新橋（汐留）に接する。西は浜松町および芝浦に、南は港南に接する。東は東京港に面し、対岸は中央区豊海町および晴海、江東区豊洲、港区台場である。町域の大部分を倉庫・企業の事業所・工場などが占めており住宅は少ないが、ゆりかもめが開通して以来、北側の一丁目にある竹芝駅周辺を中心にホテルや商業施設が立ち並ぶようになった。

## 歴史
現在の海岸の町域は、海岸一丁目を除いて以前はほとんどが東京湾の浅瀬であった。
- 1678年（延宝6年） - 老中・大久保忠朝が芝金杉の地（現在の海岸一丁目）を拝領し、屋敷を構える。幕末までの間に、この屋敷の周辺に藩邸・御鷹場・鉄砲訓練場が置かれた。
- 1868年（明治元年） - 東京府の成立に伴い東京府の所属となる。
- 1872年（明治5年） - 芝浜崎町が成立し、また屋敷は有栖川宮邸となる。
- 1876年（明治9年） - 有栖川宮邸が芝離宮となる。
- 1878年（明治11年） - 芝区成立に伴い、東京府芝区芝浜崎町となる。
- 1889年（明治22年）5月1日 - 東京市成立に伴い、東京市芝区芝浜崎町となる。
- 明治末期 - 隅田川口改良工事が始まり、そのとき浚渫された土砂を使って海岸地区の埋め立てが開始される。
- 1911年（明治44年）5月1日 - 町名より「芝」の冠称が除去され、芝区浜崎町となる。
- 1913年（大正2年）7月 - 隅田川口改良工事によって出来た芝浦海岸埋立地に日出町が起立される。以後、周辺に竹芝町・芝浦町などが次々と起立される。
- 1917年（大正6年）5月 - 現在の日の出桟橋付近の埋立地に設営された競技場で第3回極東選手権競技大会が開催される[7]。
- 1930年（昭和5年）8月1日 - 芝浦駅が開業する。
- 1936年（昭和11年） - 芝浦海岸埋立地一帯の町域統廃合が実施され、浜崎町・竹芝町に芝浜松町の一部などを統合して海岸通一丁目が成立する。また、日出町が海岸通二丁目に、芝浦町一丁目が海岸通三丁目となる。
- 1938年（昭和13年）3月1日 - 芝浦海岸埋立地に海岸通四丁目が起立される。
- 1943年（昭和18年）4月1日 - 高浜町地先の埋立地に海岸通五丁目と海岸通六丁目が起立される。
- 1947年（昭和22年） - 芝区が赤坂区・麻布区と合併して新たに港区が成立。それに伴い、町名に「芝」の冠称がつき、東京都港区芝海岸通となる。
- 1965年（昭和40年）3月1日 - 芝海岸通に住居表示が実施され、芝海岸通一丁目 - 芝海岸通四丁目に現在の海岸一丁目-海岸三丁目が成立する[8]。同時に芝海岸通五・芝海岸通六丁目はそれぞれ港南三丁目・港南四丁目となる[8]。
- 1985年（昭和60年）3月1日 - 芝浦駅が廃止となる[9]。
- 1993年（平成5年）8月26日 - レインボーブリッジが開通する[10]。
- 1995年（平成7年）11月1日 - ゆりかもめが開業し、竹芝駅、日の出駅、芝浦ふ頭駅が開業する[11]。

### 町名の変遷
| 実施後     | 実施年月日   | 実施前（各町ともその全域）     |
| ---------- | ------------ | ------------------------------ |
| 海岸一丁目 | 1965年3月1日 | 芝海岸通一丁目                 |
| 海岸二丁目 | 1965年3月1日 | 芝海岸通二丁目                 |
| 海岸三丁目 | 1965年3月1日 | 芝海岸通三丁目、芝海岸通四丁目 |

## 世帯数と人口
2025年（令和7年）4月1日現在（港区発表）の世帯数と人口は以下の通りである。
| 丁目       | 世帯数    | 人口    |
| ---------- | --------- | ------- |
| 海岸一丁目 | 1,563世帯 | 2,483人 |
| 海岸二丁目 | 756世帯   | 1,313人 |
| 海岸三丁目 | 2,888世帯 | 4,018人 |
| 計         | 5,207世帯 | 7,814人 |

### 人口の変遷
国勢調査による人口の推移。
| 年                 | 人口  |
| ------------------ | ----- |
| 1995年（平成7年）  | 2,789 |
| 2000年（平成12年） | 3,231 |
| 2005年（平成17年） | 5,150 |
| 2010年（平成22年） | 5,370 |
| 2015年（平成27年） | 6,147 |
| 2020年（令和2年）  | 7,301 |

### 世帯数の変遷
国勢調査による世帯数の推移。
| 年                 | 世帯数 |
| ------------------ | ------ |
| 1995年（平成7年）  | 1,535  |
| 2000年（平成12年） | 1,964  |
| 2005年（平成17年） | 3,252  |
| 2010年（平成22年） | 3,303  |
| 2015年（平成27年） | 3,822  |
| 2020年（令和2年）  | 4,742  |

## 学区
区立小・中学校に通う場合、学区は以下の通りとなる（2022年4月現在）。
| 丁目       | 番地                     | 小学校             | 中学校             |
| ---------- | ------------------------ | ------------------ | ------------------ |
| 海岸一丁目 | 全域                     | 港区立御成門小学校 | 港区立御成門中学校 |
| 海岸二丁目 | 全域                     | 港区立芝小学校     | 港区立三田中学校   |
| 海岸三丁目 | 4〜13番                  | 港区立芝浦小学校   | 港区立港南中学校   |
| 海岸三丁目 | 1〜3番 14～19番 22〜30番 | 港区立芝浜小学校   | 港区立港南中学校   |

## 交通

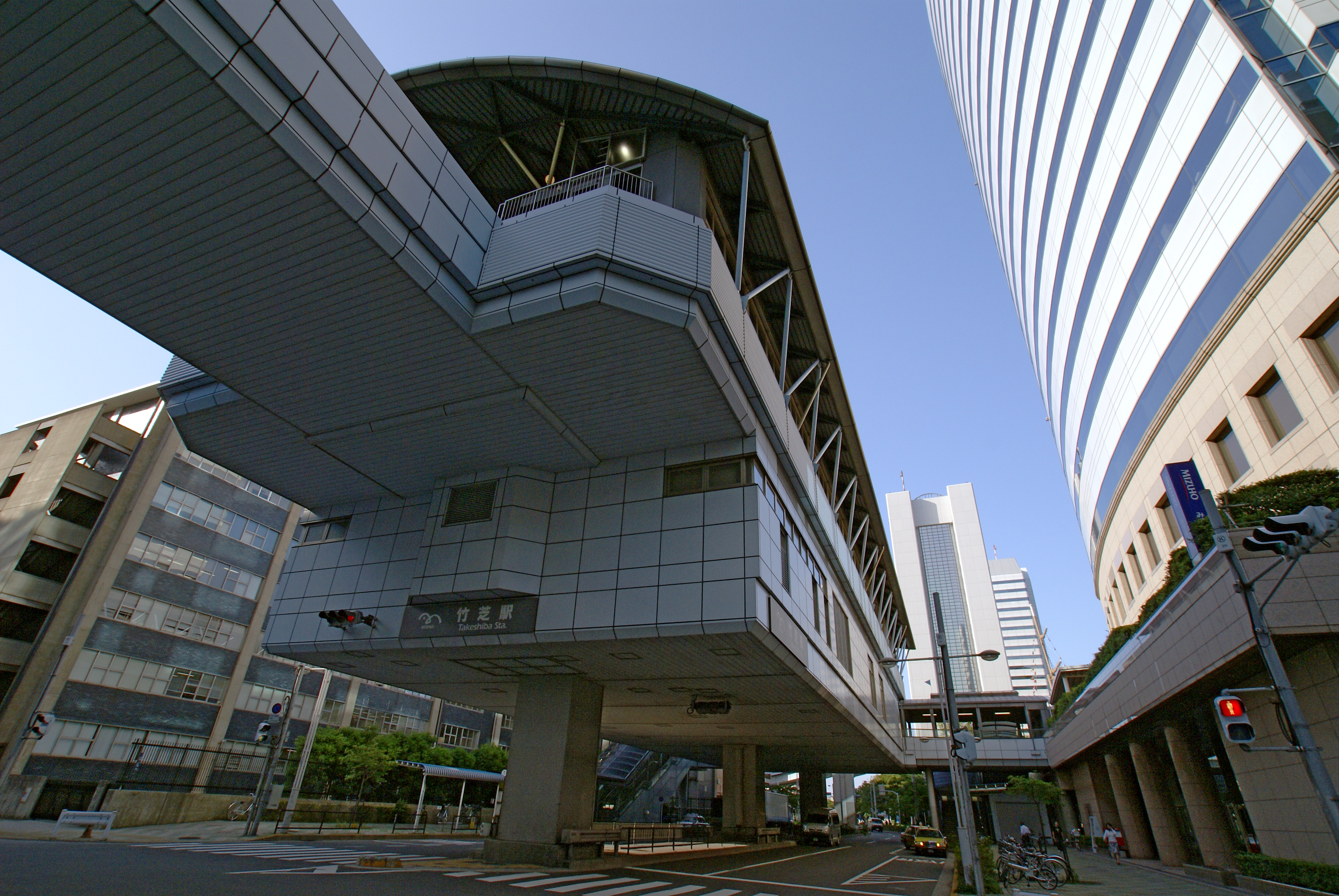
竹芝駅

### 鉄道
- JR東日本
  - 山手線・京浜東北線：浜松町駅 - 東京モノレール羽田線（モノレール浜松町駅）は浜松町に所在。
- ゆりかもめ
  - 東京臨海新交通臨海線（ゆりかもめ）：竹芝駅（一丁目）/日の出駅(二丁目)/芝浦ふ頭駅（三丁目）

### 道路
- 首都高速1号羽田線
- 首都高速11号台場線
- 国道130号
- 東京都道316号日本橋芝浦大森線
- 東京都道481号新橋日の出ふ頭線

## 事業所
2021年（令和3年）現在の経済センサス調査による事業所数と従業員数は以下の通りである。
| 丁目       | 事業所数  | 従業員数 |
| ---------- | --------- | -------- |
| 海岸一丁目 | 406事業所 | 35,533人 |
| 海岸二丁目 | 89事業所  | 3,649人  |
| 海岸三丁目 | 370事業所 | 14,702人 |
| 計         | 865事業所 | 53,884人 |

### 事業者数の変遷
経済センサスによる事業所数の推移。
| 年                 | 事業者数 |
| ------------------ | -------- |
| 2016年（平成28年） | 723      |
| 2021年（令和3年）  | 865      |

### 従業員数の変遷
経済センサスによる従業員数の推移。
| 年                 | 従業員数 |
| ------------------ | -------- |
| 2016年（平成28年） | 35,480   |
| 2021年（令和3年）  | 53,884   |

## 施設

### 海岸一丁目
- 旧芝離宮恩賜庭園
- 東京都立芝商業高等学校
- WATERS takeshiba
  - 四季劇場（JR東日本アートセンター四季劇場［春］・JR東日本アートセンター四季劇場［秋］）
- 東京ポートシティ竹芝
- ホテルインターコンチネンタル東京ベイ
- ホテルアジュール竹芝
- 島嶼会館
- 竹芝埠頭
- 東京ガスビルディング
  - 東京ガス本社
- 東海汽船本社
- 川崎重工業東京本社（登記上の本店は神戸市中央区）
- 川崎車両東京本社（登記上の本店は神戸市兵庫区）
- 神新汽船本社
- シナネンホールディングス本社
- 汐留ビルディング
  - プロネクサス本社
  - システナ本社
- 汐留芝離宮ビルディング

### 海岸二丁目
- 日の出桟橋

### 海岸三丁目
- 埠頭公園
- 警視庁第一自動車警ら隊中央分駐所
- 芝消防署芝浦出張所
- 芝浦埠頭
- 展望室遊歩道出入口
- レインボーブリッジ
- 芝浦南ふ頭公園
- 安田倉庫本社
- ケイヒン本社
- アイエックス・ナレッジ本社

## ギャラリー

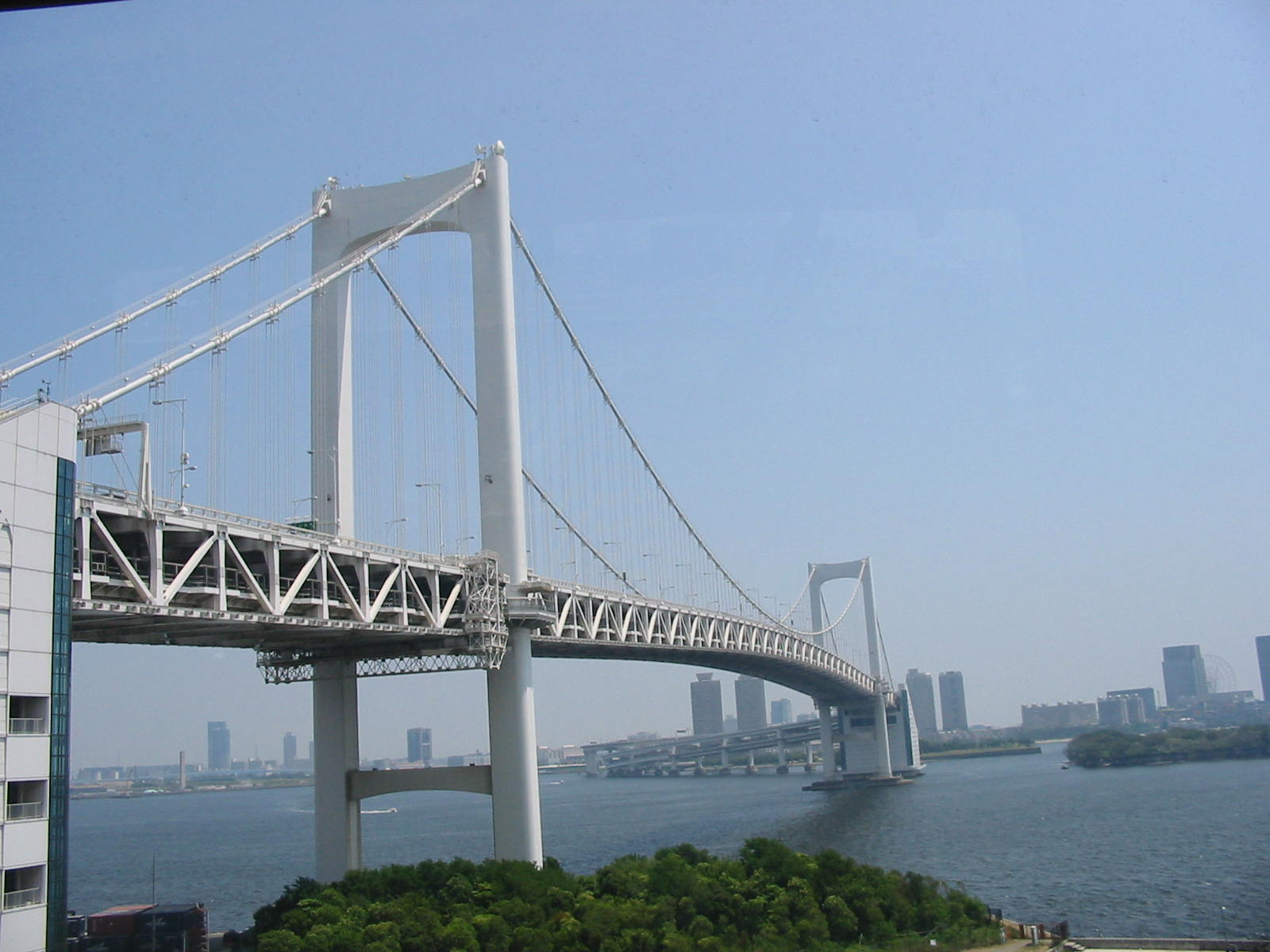
レインボーブリッジ（芝浦側から）
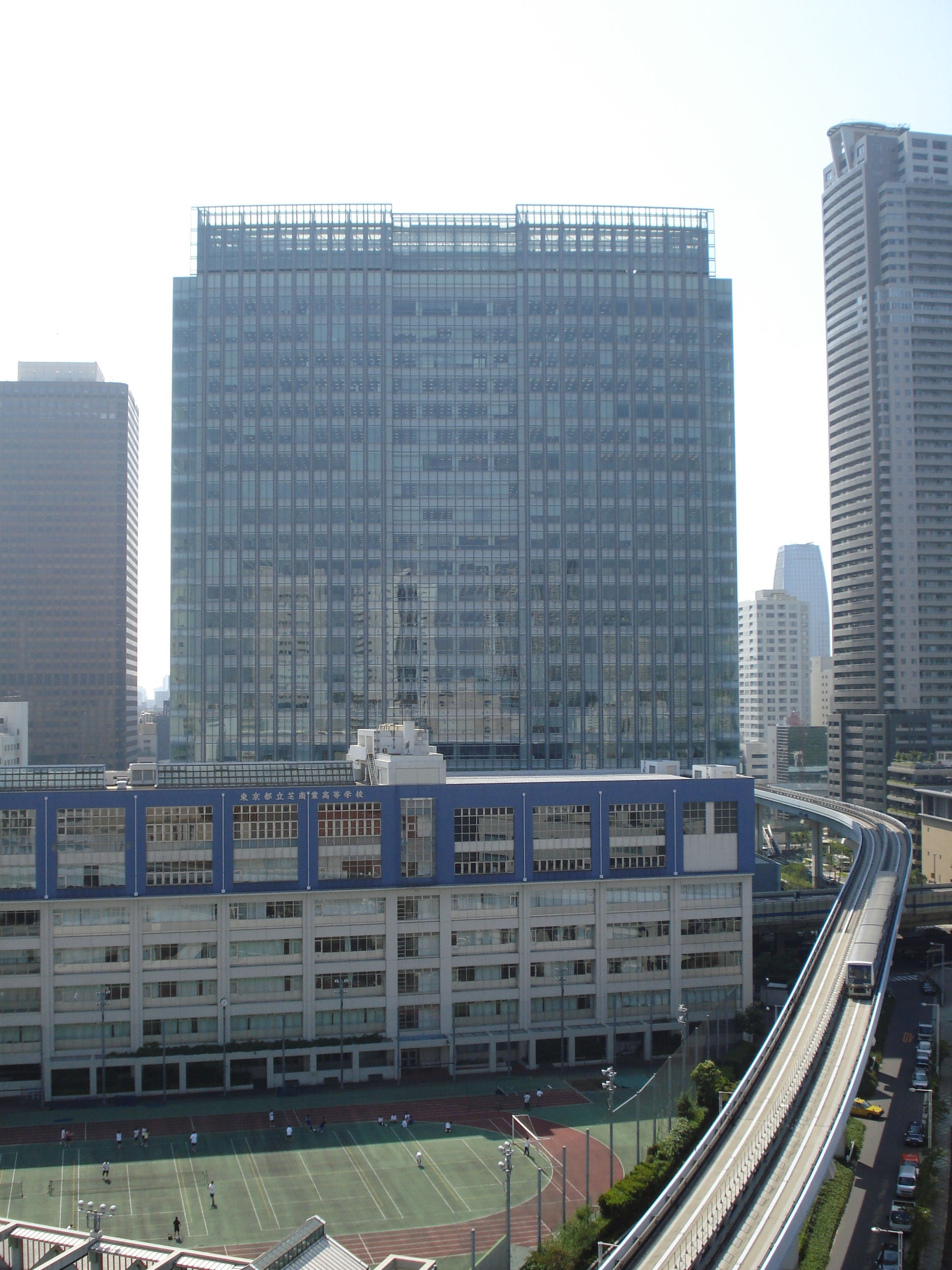
海側から汐留ビルディングと東京都立芝商業高等学校
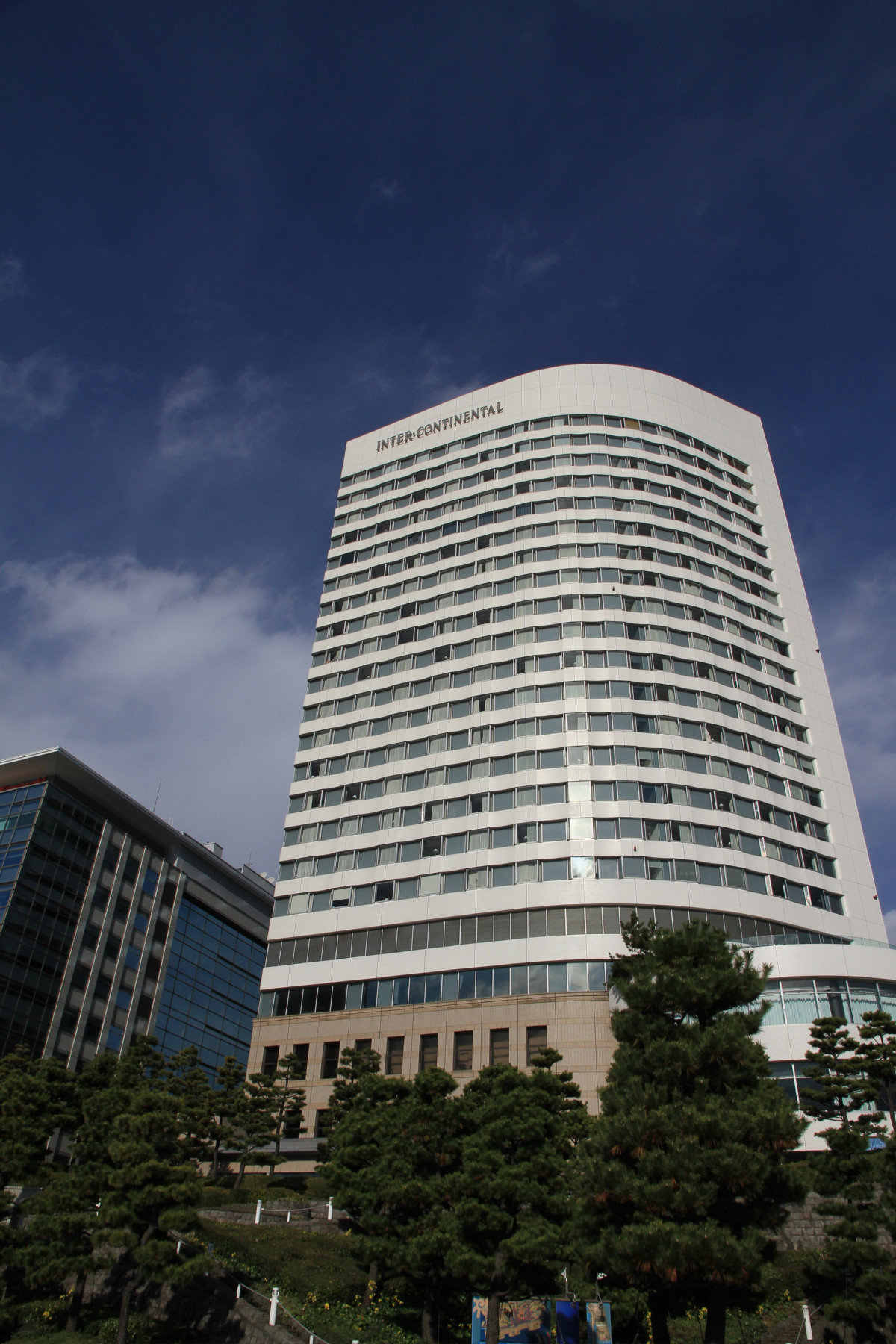
ホテルインターコンチネンタル東京ベイ（日の出桟橋側から）
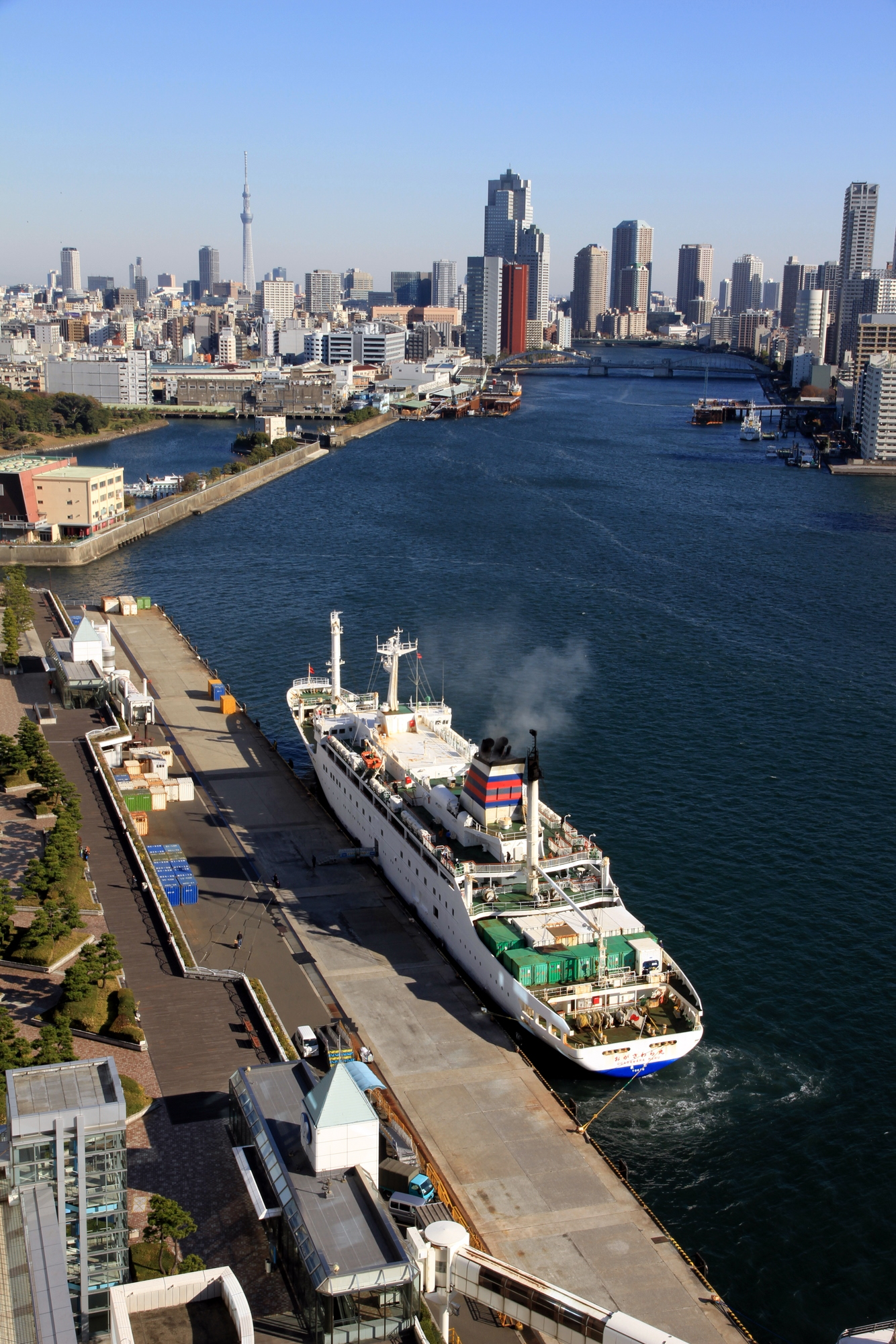
竹芝埠頭と隅田川

## その他

### 日本郵便
- 集配担当する郵便局と郵便番号は以下の通りである[21]。

| 丁目       | 郵便番号 | 郵便局     |
| ---------- | -------- | ---------- |
| 海岸一丁目 | 105-0022 | 銀座郵便局 |
| 海岸二丁目 | 105-0022 | 銀座郵便局 |
| 海岸三丁目 | 108-0022 | 高輪郵便局 |

- 各ビルの郵便番号は以下の通りである[22]。なお、集配局はすべて銀座郵便局である[23]。

| ビル名                             | 地上階    | 郵便番号           | 郵便番号       |
| ビル名                             | 地上階    | 階層ごと           | 地階・階層不明 |
| ---------------------------------- | --------- | ------------------ | -------------- |
| 東京ポートシティ竹芝オフィスタワー | 1階〜39階 | 105-7501〜105-7539 | 105-7590       |

※各ビルの郵便番号は6・7ケタ目に地上階毎の郵便番号が割り振られています。（例：1階は「01」、10階は「10」）